# ガンマ・レイ
ガンマ・レイ（Gamma Ray）は、ドイツ・ハンブルク出身のパワーメタル・バンド。
元「ハロウィン」のカイ・ハンセンを主宰に結成。以来、ジャーマンメタルの代表格として認知されている。バンド名は「ガンマ線」及び、同国のバンド「バース・コントロール」の同名曲に因む（3rdアルバムで同曲をカバーしている）。

## 経歴

### ラルフ・シーパース ボーカル期（1989年 - 1993年）

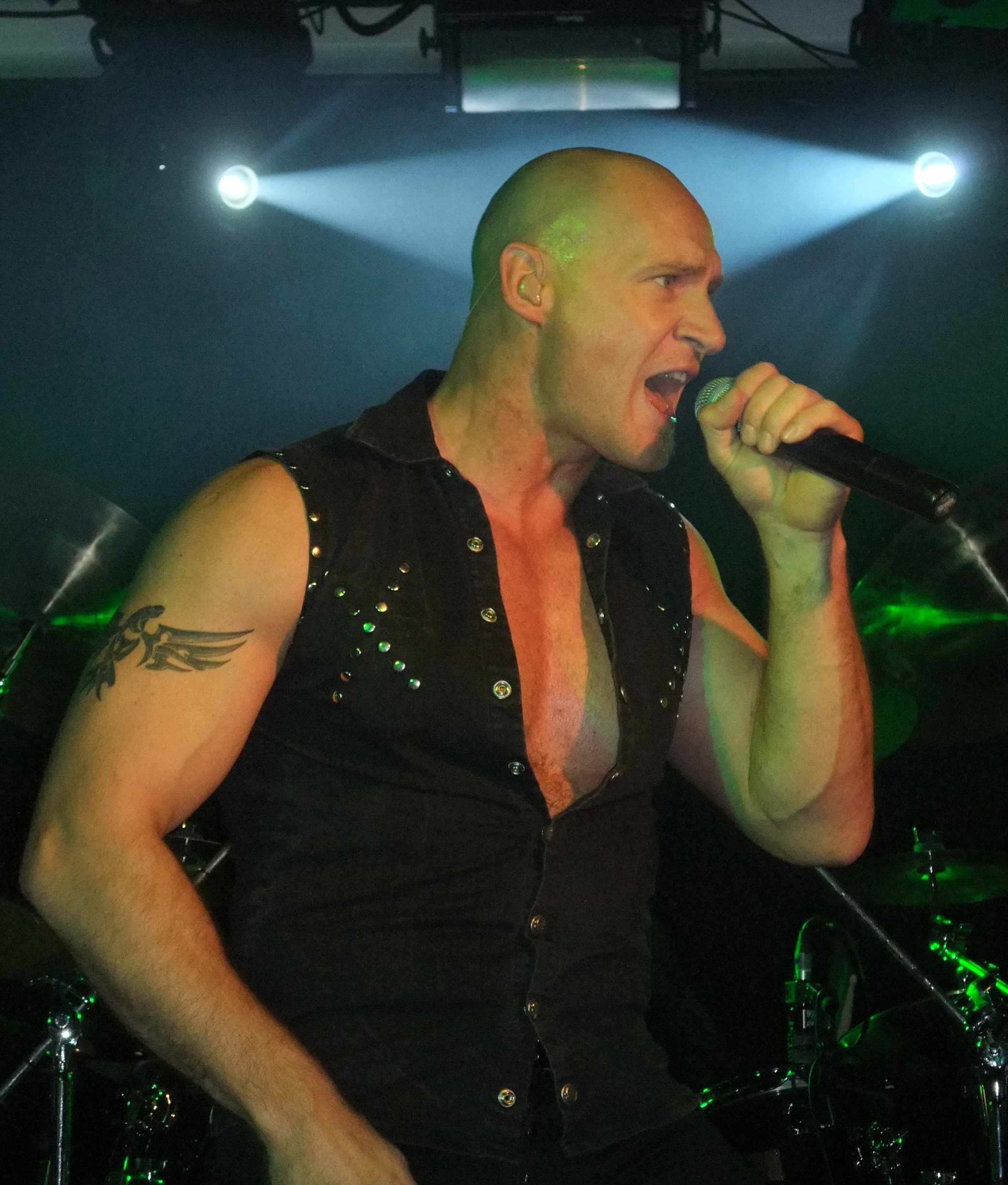
ラルフ・シーパース (ボーカル) 2009年

1988年に様々な問題からハロウィンを脱退したカイ・ハンセンは、ハンブルク大学の分校で音楽理論や幅広い音楽性を学びつつ、ブラインド・ガーディアンのアルバムにゲスト参加をするなどの活動をしながらソロ・プロジェクトを進め、1989年下旬に録音を開始。元タイラン・ペイスのラルフ・シーパース（ヴォーカル）にウヴェ・ヴェッセル（ベース）、マティアス・ブルヒャルト (ドラムス) を迎え、ガンマ・レイというバンドとして翌1990年にデビュー・アルバム『ヘディング・フォー・トゥモロウ』を発表した。その後にハンブルク大学在籍時に出会ったディルク・シュレヒター（ギター、現在はベース）、また新たなドラマーとしてウリ・カッシュを迎え、初来日公演も行った。
その模様はライヴビデオ『heading for the east live in tokyo』に収録された。
1991年に2ndアルバム『sigh no more』を発表。翌年に音楽的な問題からウリとウヴェが脱退、後任として自分たちのスタジオが入っているビルにある隣のスタジオでガンマ・レイの楽曲を練習していたヤン・ルバッハ（ベース）とトーマス・ナック（ドラムス）を迎え、1993年に3rdアルバム『インサニティ・アンド・ジニアス』を発表した。普遍的なハードロック要素の強かった前作での批判を受け、王道のパワーメタル、スピードを強調した、スラッシーな作品であった。その後、レイジ、コンセプション、ヘリコンらと共にドイツで行われたフェスティバルの模様を2本目のライブ・ビデオ『lust for live』と『the power of metal 』にて発表している。

### カイ・ハンセン　ヴォーカル期（1994年 - 2014年）

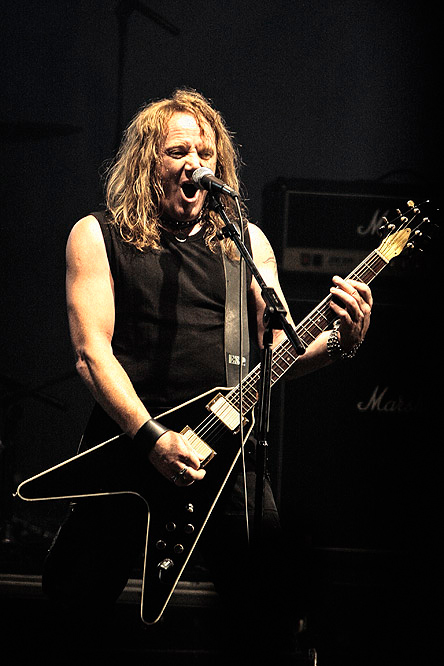
創設者カイ・ハンセン (ボーカル、ギター) 2008年

1994年、ロブ・ハルフォードが脱退したジューダス・プリーストのヴォーカリストを決めるオーディションに参加したことが発端となり、ラルフが脱退（ジューダス・プリーストのヴォーカリストにはティム・"リッパー"・オーウェンズが迎えられた。ラルフは一時音楽活動からは引退状態だったが、シナーのマット・シナーと共にプライマル・フィアを結成、現在も活動中）。カイは新たなヴォーカリストを迎えずに自らがギターと歌唱を兼任することを選択（カイ曰く、「専任ボーカリストが慾しくないわけではなく適任者がいないから」）。
4人編成となったバンドは1995年に通算4作目のアルバム『ランド・オブ・ザ・フリー』を発表。このアルバムにはハロウィン時代の盟友マイケル・キスクやブラインド・ガーディアンのハンズィ・キアシュがゲスト参加し、ファンタジックな世界観を全編に強調したコンセプト・アルバムともいえる内容であった。
1996年にライブ・アルバム『アライヴ'95』を発表した後、アルバムの録音を前にしてディルクが本来のパートであるベースギターに転向したいとの意向をカイに相談。カイは悩んだ結果ディルクの要求を受け入れ、ヤンにギターへの転向を勧めたがうまく行かず脱退、友人であり同時に加入したトーマスも脱退していった。後任には旧知の友人であるヘンヨ・リヒター(ギター)とフリーダム・コールや数多くのセッションで活躍しているダニエル・ツィマーマン（ドラムス）が加入、それまでアルバム発表の度にメンバーが変わっていたガンマ・レイだったが長らく続く不動のラインナップが揃った。
1997年にはアルバム『サムホエア・アウト・イン・スペース』、1999年に『パワープラント』、2000年に現メンバーで再レコーディングした楽曲とリマスターを行った楽曲を収録した2枚組ベスト・アルバム『ブラスト・フロム・ザ・パスト』、2001年に『ノー・ワールド・オーダー』、2003年に2枚組ライブ・アルバム『スケルトンズ・イン・ザ・クローゼット』、2005年に『マジェスティック』を発表。

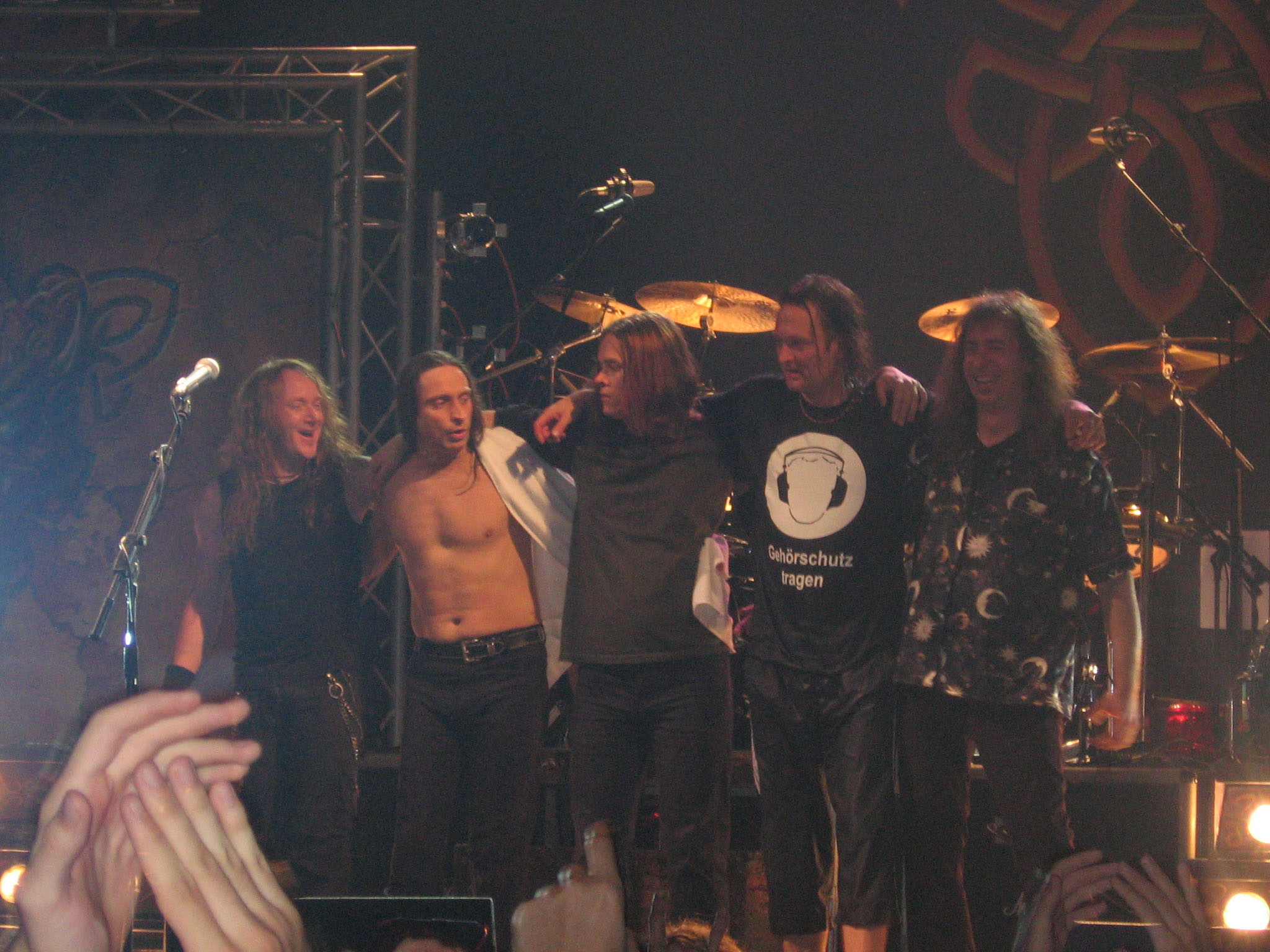
2005年のグループショット

所属していたレコード会社が買収されたため、新アルバムとライブDVDのリリースが未定であったが、2007年11月21日に『ランド・オブ・ザ・フリー2』をリリースした。また、「ハロウィン」のワールドツアーに帯同し、2008年2月にカップリング来日公演を行った。
2010年、アルバム『トゥ・ザ・メタル』を発表。2年ぶりに来日公演を行った。
2012年秋にダニエル・ツィマーマンが脱退していることが明かされた。後任は元メタリウム、ファイアーウインドのミヒャエル・エーレに決定。また、翌2013年3月にはライヴ音源付きミニ・アルバム『マスター・オブ・コンフュージョン』を発表し、6月に「ハロウィン」との2度目のジョイント・ツアーが実現した。
2014年、ミヒャエル・エーレ初参加となるオリジナル・アルバム『エンパイア・オブ・ジ・アンデッド』を発表。同年6月に来日公演を行った。

### ツイン・リード ボーカル期（2015年 - 現在）
2015年11月、バンドの公式Facebookにて、新ボーカルにフランク・ベックの加入が発表され、カイとのツイン・リード・ボーカル体制に移行。

## 主題歌
- 「heading for tomorrow」がTBSボクシング『ガッツファイティング』のテーマ曲に、「Induction」がTBS『K-1 World Max』のテーマ曲に採用されており、関連するテレビ番組やCMでよく流れる。
- 「Money」がTBSのバラエティ番組『坂上&指原のつぶれない店』で時折BGMとして使用されている。
- 「Induction」がK-1WORLD MAXシリーズのテーマ曲として使用されていた。

## メンバー

### 現ラインナップ
- カイ・ハンセン (Kai Michael Hansen) - ボーカル、ギター (1989年- )
バンドのリーダー的存在。ラルフが1994年に脱退するまではリードギターに専念していた。2017年からハロウィンに再加入している。
- フランク・ベック (Frank Beck) - ボーカル (2015年- )
- ヘンヨ・リヒター (Henjo Oliver Richter) - ギター、キーボード (1997年- )
キーボードも担当。アルバム等で名前の読みを「ヘニュ」と紹介されている場合があるが、発音としては間違いである。ちなみにハロウィンのマイケル・ヴァイカート(G)はローランド・グラポウ(G)が脱退した際に後任として旧知の仲であるヘンヨを誘ったが結局断っている。
- ディルク・シュレヒター (Dirk Schlächter) - ベース (1990年- )
1995年まではリズムギターを担当。アルバム等で名前の読みが「ダーク」と紹介されている場合があるが、本人はそれを好んでいないようである。
- ミヒャエル・エーレ (Michael Ehre) - ドラムス (2012年- )
元メタリウム、ファイアーウインド。ラブ・マイト・キルのリーダーでもあり、並行して活動していく予定。さらに2019年からプライマル・フィアにも加入。

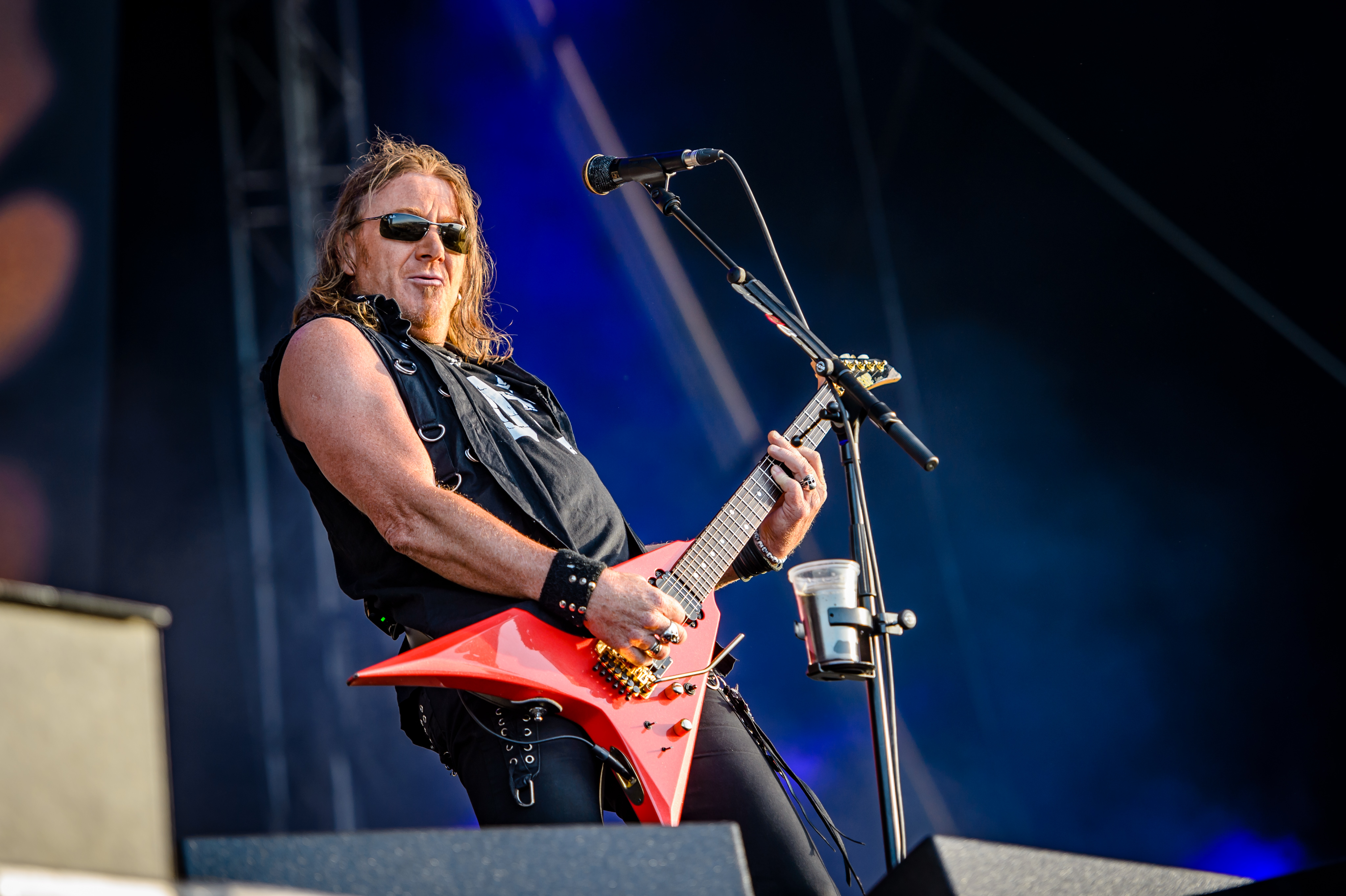
カイ・ハンセン(Vo/G) 2016年
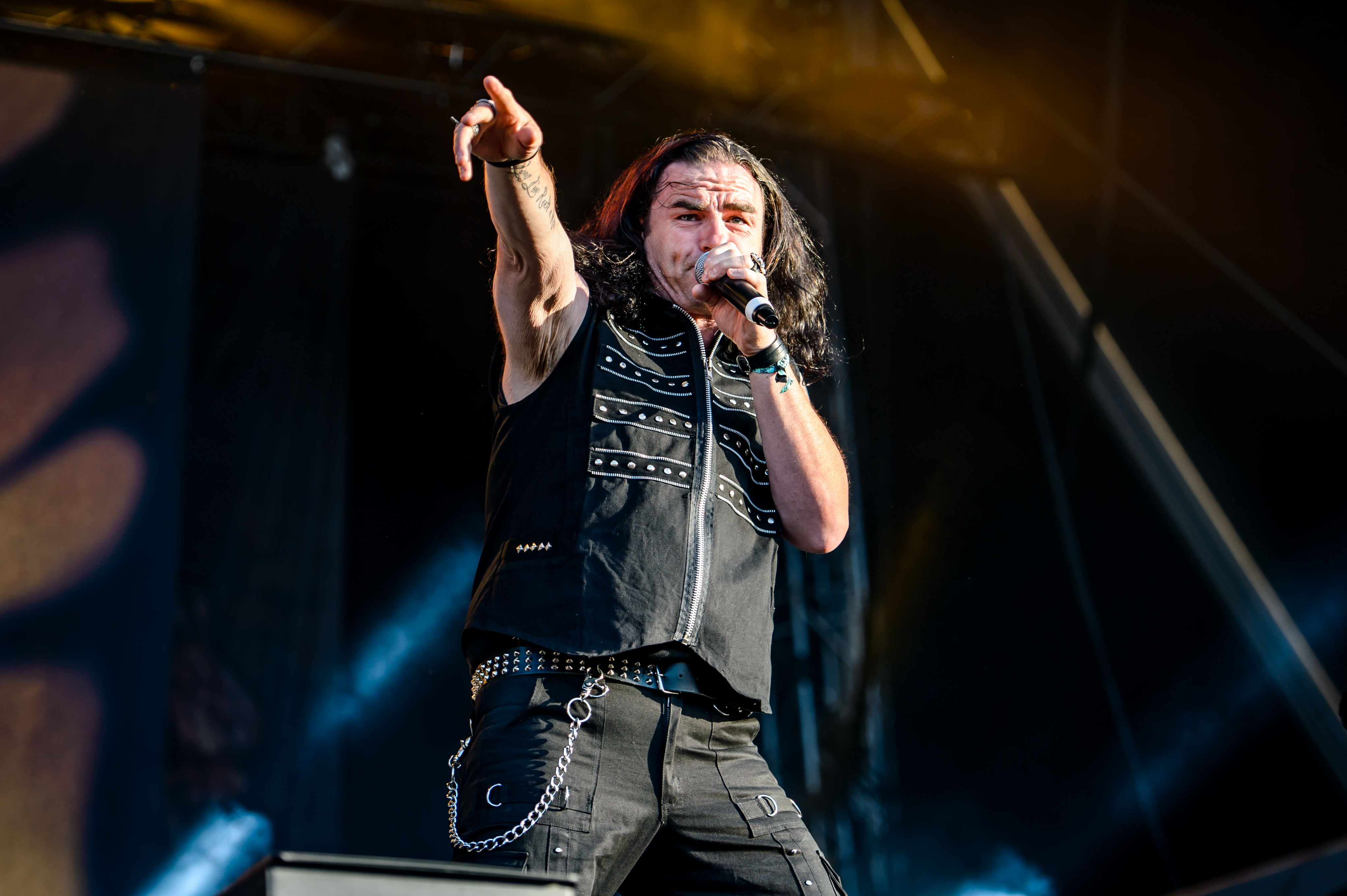
フランク・ベック(Vo) 2016年
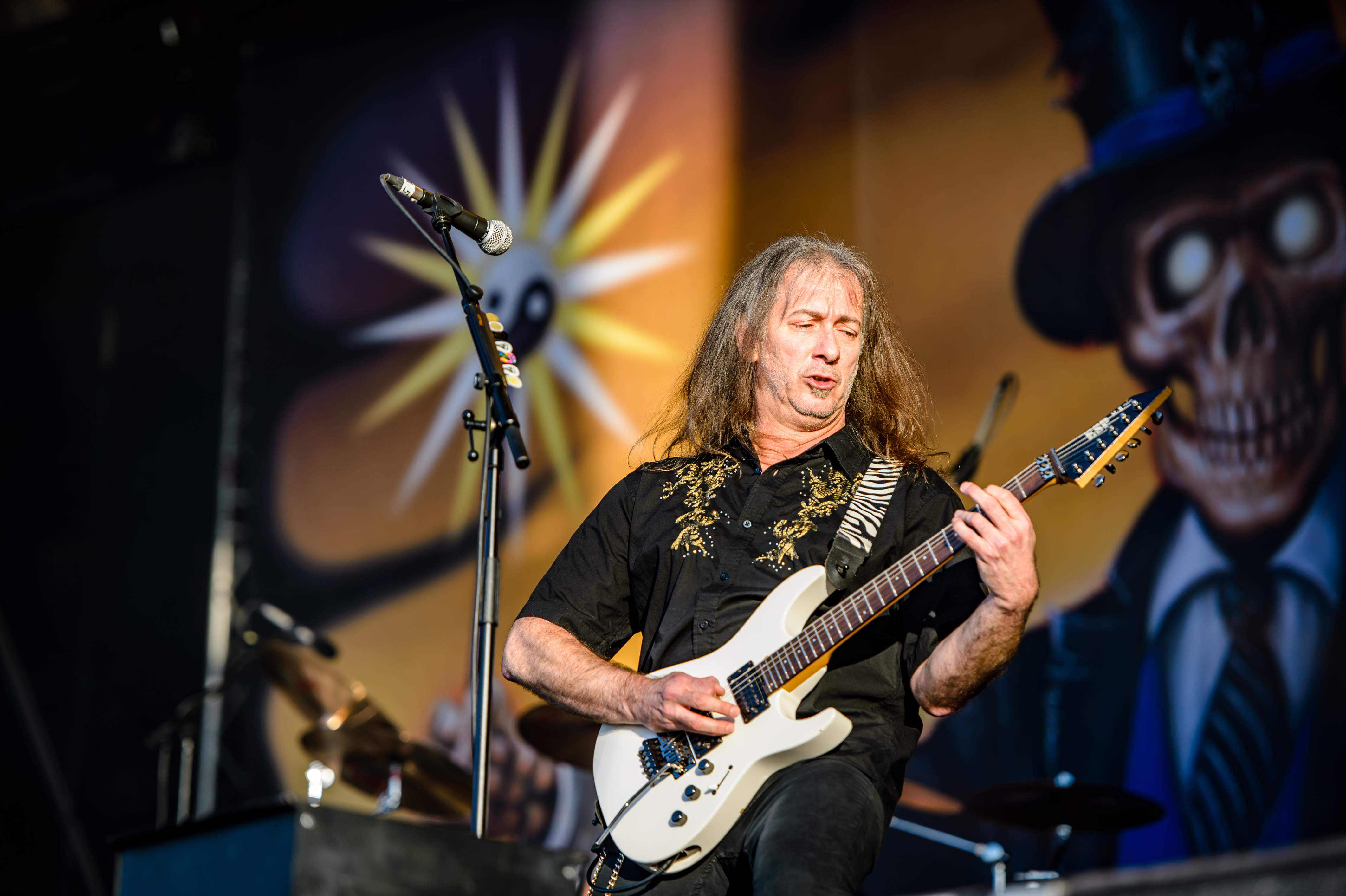
ヘンヨ・リヒター(G) 2016年
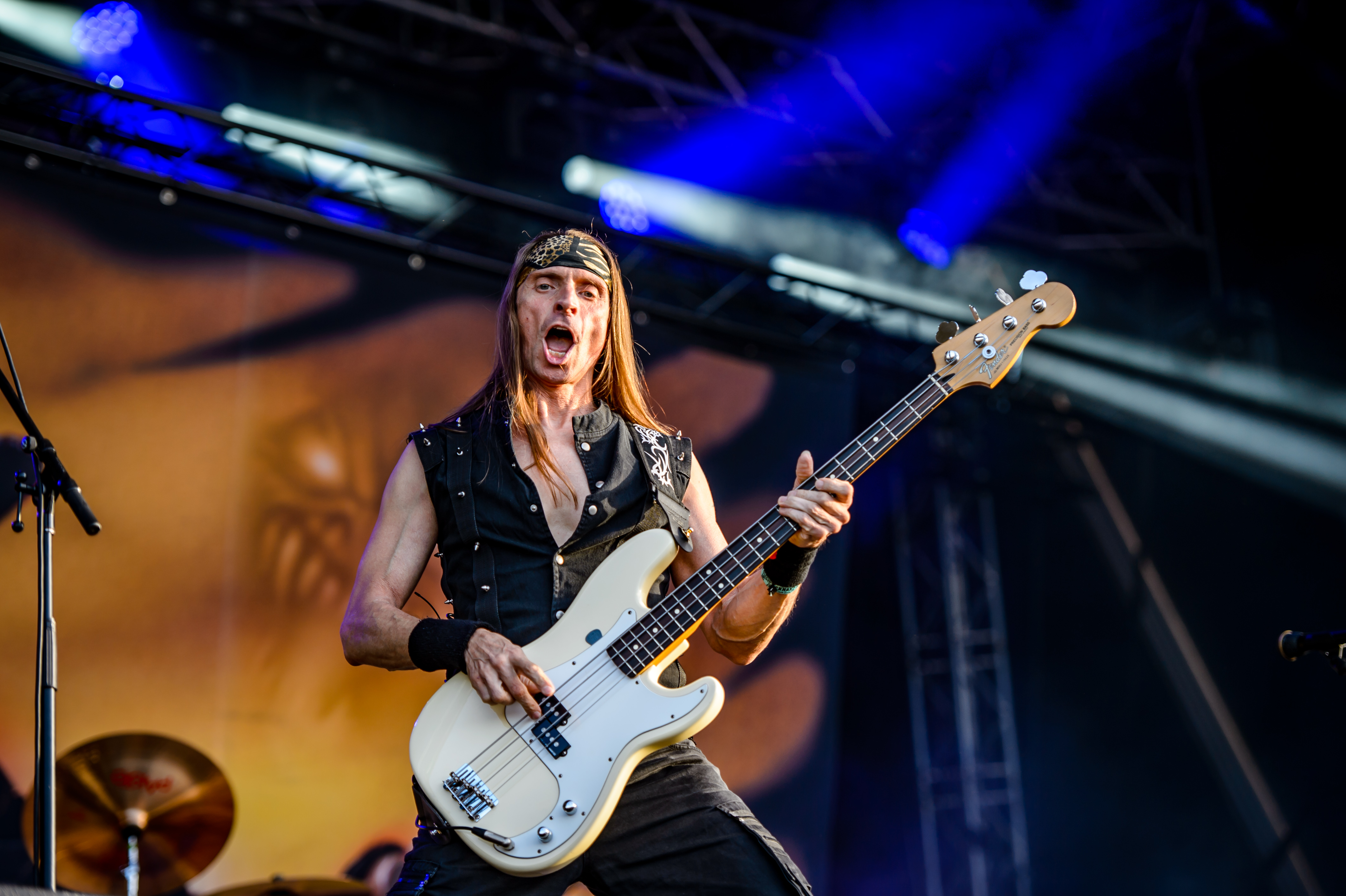
ディルク・シュレヒター(B) 2016年

### 旧メンバー
- ラルフ・シーパース (Ralf Scheepers) - ボーカル (1989年-1994年)

タイラン・ペイスを経て加入。現在はプライマル・フィアの一員。
- ウヴェ・ヴェッセル (Uwe Wessel) - ベース (1989年-1992年)
- マティアス・ブルヒャルト (Mathias Burchardt) - ドラムス (1989年-1990年)
- ウリ・カッシュ (Uli Kusch) - ドラムス (1990年-1992年)

脱退後はハロウィン、マスタープラン等に加入。
- トーマス・ナック (Thomas Nack) - ドラムス (1993年-1996年)

ヤンと共にアナスターシアを経て加入。現在はアイアン・セイヴィアーに加入している。
- ヤン・ルバッハ (Jan Rubach) - ベース (1993年-1996年)

トーマスと共にアナスターシアを経て加入。
- ダン・ツィマーマン (Daniel "Dan" Zimmerman) - ドラムス (1996年-2012年)

## ディスコグラフィ

### スタジオ・アルバム
- 『ヘディング・フォー・トゥモロウ』 - Heading for Tomorrow (1990年)
- 『サイ・ノー・モア』 - Sigh No More (1991年)
- 『インサニティー・アンド・ジーニアス』 - Insanity and Genius (1993年)
- 『ランド・オブ・ザ・フリー』 - Land of the Free (1995年)
- 『サムホエア・アウト・イン・スペース』 - Somewhere Out In Space (1997年)
- 『パワープラント』 - Power Plant (1999年)
- 『ノー・ワールド・オーダー』 - No World Order (2001年)
- 『マジェスティック』 - Majestic (2005年)
- 『ランド・オブ・ザ・フリー2』 - Land of the Free II (2007年)
- 『トゥ・ザ・メタル』 - To the Metal! (2010年)
- 『エンパイア・オブ・ジ・アンデッド』 - Empire of the Undead (2014年)

また、2002年には『ヘディング・フォー・トゥモロウ』から『パワープラント』までが以下の仕様で再発された。欧州ではこれらの再発盤6枚組のボックスセットも発売されている。
- デジタルリマスター
- デジパック
- 新ジャケットイラスト
- ボーナストラック追加（主にシングル収録曲）

### EP
- 『ヘヴン・キャン・ウエイト』 - Heaven Can Wait (1990年)
- Skeletons & Majesties (2011年)
- 『マスター・オブ・コンフュージョン』 - Master of Confusion (2013年)

### ライブ・アルバム
- 『アライヴ'95』 - Alive '95 (1996年)

1995年の『ランド・オブ・ザ・フリー』ツアーの模様が収められている。ヨーロッパで録音したものを収録。海外盤の一部にはラルフ期のライブが収録されたCDが付属しているものも存在するが、これは『ザ・パワー・オブ・メタル』というコンピレーション・アルバムに収録されている音源の一部である。
- 『スケルトンズ・イン・ザ・クローゼット』 - Skeletons in the Closet (2003年)

2枚組。ライブではほとんど演奏しない曲を演奏する「Skeltons In The Closet」ツアーの模様を収めたファン向けのライブ・アルバム。なお、ツアーで演奏された曲は公式サイトでの投票を基にしている。
- 『ヘル・ヤー!!! ライヴ・イン・モントリオール』 - Hell Yeah! The Awesome Foursome (2008年)

2006年のモントリオール、及びバルセロナでの公演を収録した2枚組アルバム
- 『ライヴ - スケルトンズ&マジェスティーズ』 - Skeletons & Majesties Live (2012年)

過去楽曲のリメイク・ミニアルバム (日本盤未発売)『Skeletons & Majesties』発売記念ツアーとなった2011年のスイスでの公演を収録した2枚組アルバム。ドラマーのダニエル・ダン・ツィマーマン在籍最後のアルバムとなった。
- 『ヘディング・フォー・ジ・イースト』 - Heading For The East (2015年) ※1990年録音
- 『ラスト・フォー・ライヴ』 - Lust For Live (2016年) ※1994年録音

### コンピレーション・アルバム
- 『カラオケ・アルバム』 - The Karaoke Album (1997年)
- 『ブラスト・フロム・ザ・パスト』 - Blast from the Past (2000年)

2枚組アルバム。公式サイトにてファン投票を行い、その結果を基にして収録曲が決められた。1枚目の全曲と2枚目の3曲目までは現行メンバーによるアレンジ再収録、4曲目からはデジタルリマスターされた楽曲が収録されている。
- 『アーライ!～20イヤーズ・オブ・ユニヴァース』 - Alright! 20 Years Of Universe (2010年)

デビュー20周年を記念して日本で企画されたアルバム。デビューアルバムから新作『トゥ・ザ・メタル』までの代表曲が収録されている。
- The Best (Of) (2015年)

### シングル
- "Heaven Can Wait/Mr. Outlaw" (1989年)
- 「フー・ドゥ・ユー・シンク・ユー・アー」 - "Who Do You Think You Are?" (1990年)

同シングル収録の「フー・ドゥ・ユー・シンク・ユー・アー」（『サイ・ノー・モア』のリマスター盤にも収録）をボクシングの鬼塚勝也が入場曲として使用していた。
- 「フューチャー・マッドハウス」 - "Future Madhouse" (1993年)
- 「レベリオン・イン・ドリームランド」 - "Rebellion In Dreamland" (1995年)
- "Silent Miracles" (1996年)
- 「ヴァレイ・オブ・ザ・キングス」 - "Valley of the Kings" (1997年)
- 「ヘヴン・オア・ヘル」 - "Heaven Or Hell" (2001年)
- "Wannabees / One Life*" (2010年)
- "Avalon" (2014年)
- "Pale Rider" (2014年)
- "I Wil Return" (2014年)
- "Time For Deliverance" (2014年)

### ビデオ・DVD
- 『ヘディング・フォー・ジ・イースト - ライヴ・イン・トーキョー』 - Heading for the East (1990年 VHS, 1991年 Laserdisc, 2003年 DVD) ※1990年の初来日公演の模様を収録
- 『ラスト・フォー・ライヴ』 - Lust for Live (1994年 VHS, 1994年 Laserdisc, 2003年 DVD) ※1993年の『Lust for Live』ツアーの模様を収録
- 『ヘル・ヤー!!! - ライヴ・イン・モントリオール』 - Hell Yeah - The Awesome Foursome (And The Finnish Keyboarder Who Didn't Want To Wear His Donald Duck Costume) Live in Montreal (2008年)
- 『ライヴ - スケルトンズ&マジェスティーズ』 - Skeletons & Majesties Live (2012年)

## 関連バンド
- ハロウィン / 3rdアルバムまでカイ・ハンセン (Vo/G)が在籍したパワーメタルバンド。6th-9thアルバムでウリ・カッシュ(Dr)も在籍した。
- アングラ / カイ・ハンセン(Vo/G)、ディルク・シュレヒター (B)がともにギタリストとしてアルバム『エンジェルズ・クライ』に参加。また、アルバム『テンプル・オブ・シャドウズ』にはカイ・ハンセン (Vo/G)が参加。
- ブラインド・ガーディアン / カイ・ハンセン(Vo/G)が2nd-4thの3アルバムに参加。
- アイアン・セイヴィアー / カイ・ハンセン(Vo/G)が過去に在籍。ディルク・シュレヒター(B)が1stアルバム『アイアン・セイヴィアー』に参加。ダン・ツィマーマン (Dr)が2ndアルバム『ユニフィケイション』に参加。3rdアルバムからはトーマス・ナック (Dr)が在籍。
- マイケル・キスク / 元ハロウィンのボーカリスト。カイ・ハンセン (Vo/G)がアルバム『インスタント・クラリティ』に参加。時々アルバムにゲスト参加している。2009年に新バンドユニソニックを結成し、カイ・ハンセン(Vo/G)も後に加入した。
- フリーダム・コール / ダン・ツィマーマン (Dr)が在籍するパワーメタルバンド。
- プライマル・フィア / ラルフ・シーパース (Vo)が在籍するパワーメタルバンド。
- タイラン・ペイス / ラルフ・シーパース (Vo)がガンマ・レイ加入以前に在籍したジャーマンメタルバンド。
- マスタープラン / ウリ・カッシュ(Dr)が在籍したパワーメタルバンド。
- ホーリー・モーゼス / ウリ・カッシュ (Dr)が2nd-4thアルバムで在籍したスラッシュメタルバンド。
- シナー (バンド) / ウリ・カッシュ(Dr)が12thアルバム『エンド・オブ・サンクチュアリィ』に参加。
- アヴァンタジア / カイ・ハンセン(Vo/G) とヘンヨ・リヒター(G)が参加。
- アナスターシア / ヤン・ルバック (B)とトーマス・ナック (G)が在籍したジャーマンメタルバンド。